# Беффруа Брюгге
Белфорт (Belfort) — средневековая колокольня (беффруа) на Рыночной площади (Маркт) в Брюгге. Будучи одним из самых известных символов города, звонница ранее размещала сокровищницу и муниципальные архивы, а также служила в качестве наблюдательного пункта для выявления пожаров и других опасностей. Узкая, крутая лестница из 366 ступеней, доступных общественности за входную плату, приводит к верхней части здания (83 м в высоту), которая наклонена на метр на восток. По бокам и задней части башни стоит бывший рыночный зал, прямоугольное здание всего 44 м в ширину, но 84 м в глубину, с внутренним двором. Звонница, соответственно, также известна как Halletoren (башня из залов). Охраняется ЮНЕСКО в составе памятника всемирного наследия «Беффруа Бельгии и Франции».

## История
Звонница была добавлена к рыночной площади около 1240 года, когда Брюгге процветал в качестве важного центра фламандской суконной промышленности. После разрушительного пожара в 1280 году башня была восстановлена. Городские архивы, однако, были навсегда потеряны в огне.
Восьмиугольная верхняя ступень была добавлена колокольне между 1483 и 1487 годами, и закрыта крышкой с деревянным шпилем, несущим изображение святого Михаила, со знаменем в руках и с драконом под ногами. Шпиль держался недолго: удар молнии в 1493 превратил его в прах и разрушил колокола. Деревянный шпиль снова увенчал вершину на два с половиной века, прежде чем тоже пал жертвой огня в 1741. Шпиль никогда больше не был установлен снова, таким образом текущая высота здания несколько ниже, чем в прошлом; но ажурный каменный парапет в готическом стиле был размещен на крыше в 1822 году.
Стихотворение Лонгфелло под названием «Башня в Брюгге» описывает изменчивую историю здания:

Рыночная площадь в Брюгге башня выше древних крыш ;

Трижды из руин вставая , вновь над городом царишь.

## Колокола
Колокола в башне регулируют жизнь горожан, объявляя время, пожарные сигнализации, часы работы, а также различные социальные, политические и религиозные события. В конце концов механизм обеспечил регулярное звучание некоторых колоколов, например, указывающего час.
В 16-м веке башня получила карильон, позволяющий заставлять колокола звучать с помощью ручной клавишной панели. Начиная с 1604 года карильонер должен был играть песни во воскресенье, праздничные дни и дни рынка.
В 1675 году карильон составляли 35 колокола, созданных Мельхиором де Хазе (Антверпен). После пожара 1741 года это было заменено набором колоколов, поданных Joris Dumery, 26 из которых до сих пор используются. В конце 19-го века карильон насчитывал 48 колоколов, но сегодня их 47, вместе весящих около 27,5 тонн. Вес колоколов находится в диапазоне от двух фунтов до 11000 фунтов.

## В массовой культуре
- Здание колокольни значимо для сюжета кинофильма «Залечь на дно в Брюгге». Именно с башни бросается вниз персонаж Брендана Глисона.
- Колокольня Брюгге упоминается в романе «Облачный атлас».